# KIPPA
Kövesdi International Press and Photo Agency, kortweg KIPPA, is een Nederlands pers- en fotoagentschap dat sinds 1 januari 2002 deel uitmaakt van het Algemeen Nederlands Persbureau (ANP).

## Geschiedenis
Het persbureau werd in 1953 als Kövesdi International Press Agency opgericht door Antal Kövesdi, een Hongaar die in 1948 met zijn vrouw naar Nederland was gevlucht en zich had gevestigd aan de Utrechtsedwarsstraat 19 in Amsterdam. Het echtpaar had daarvoor al een klein bureau dat allerlei beeldmateriaal verzamelde, waaronder illustraties, cartoons en handwerkpatronen. Nadat de televisie in 1951 zijn intrede deed in Nederland, focuste Kövesdi zich op afbeeldingen uit de mediawereld.
Kövesdi ontwikkelde een voor die tijd nieuwe formule, waarbij hij ervoor zorgde dat er continu een of meerdere fotografen in de Hilversumse studio's aanwezig waren om van elk programma foto's te maken. Vervolgens stuurde hij de afbeeldingen in een pakket naar Nederlandse kranten, zodat deze altijd beelden bij de hand hadden. Betaling vond plaats na publicatie. De formule bleek een succes en het bedrijf groeide snel. Er werden meerdere medewerkers aangenomen (onder wie de destijds nog onbekende Paul Biegel) en er vond uitbreiding plaats naar het buitenland.
Tegenwoordig is KIPPA binnen Nederland de grootste fotopersdienst op het gebied van media en entertainment. Daarnaast kende het bedrijf een dochtermaatschappij, KINA, die zich richt op natuurfoto's. Sinds 2003 is KINA een zelfstandig bedrijf.